# شلاق

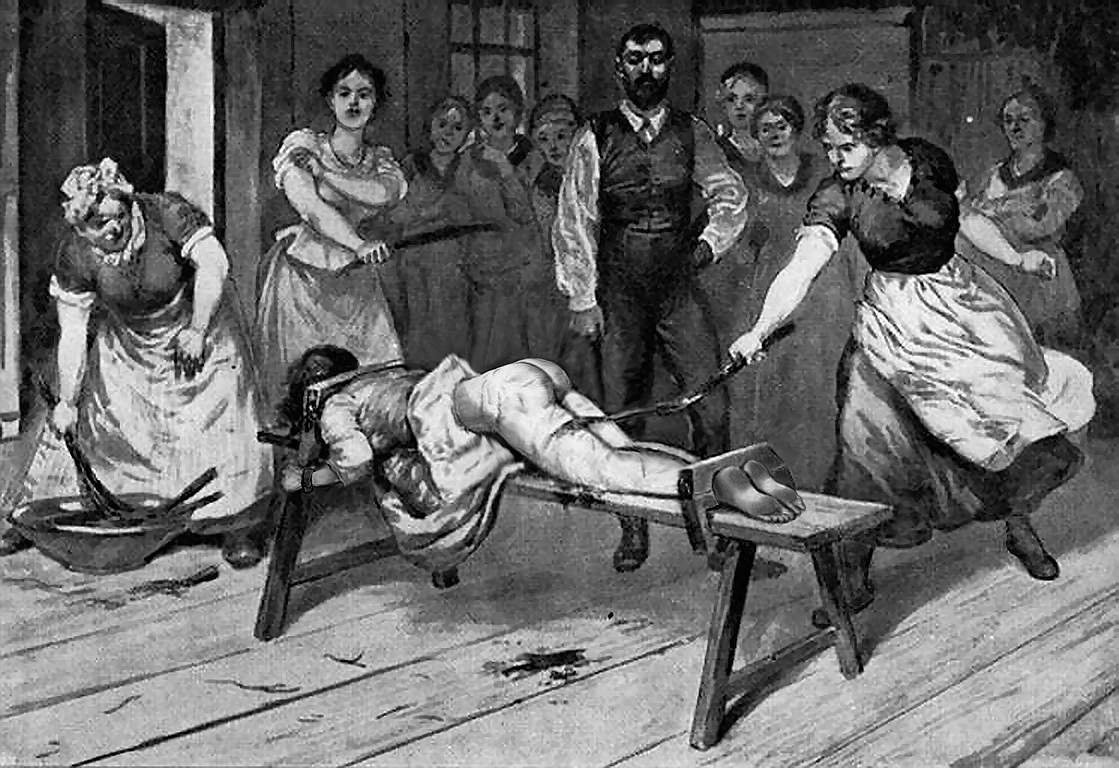
بیرچینگ (Birching) یک زن در زندان

تازیانه یا شلاق ابزاری است که به صورت سنتی از سوی انسان‌ها به کار گرفته شده تا با ایجاد ترس یا درد حیوانات یا انسان‌های دیگر را به فرمان خود درآورد. تازیانه دو نوع است، یک نوع آن سخت و محکم است و دیگری کاملاً نرم و انعطاف‌پذیر است که نوع دوم معمولاً بلندتر است. برخی از تازیانه‌های ترکیبی از دو نوع اول اند یعنی دسته‌ای محکم و انتهایی انعطاف‌پذیر دارند مانند تازیانه‌های شکار.

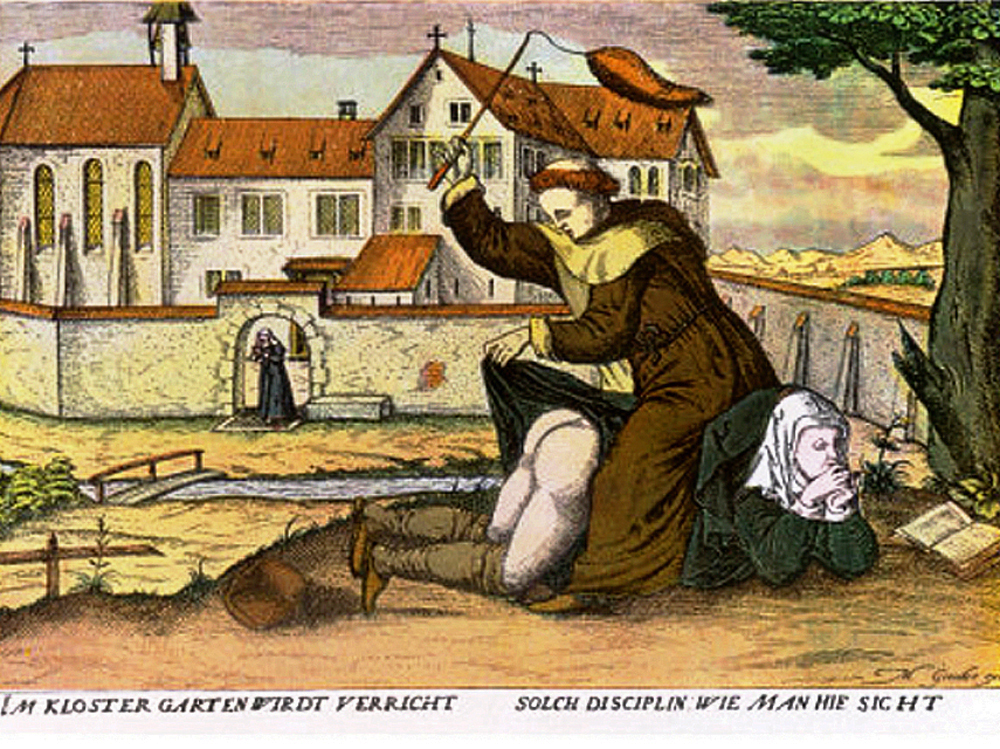
شلاق زدن دردناک راهبه خطاکار و قانون شکن توسط راهب
راهبگان خطاکار نیز مورد تنبیه قرار میگرند،تنبیه معمولا مخصوص راهبگان زن است.تنبیه راهبان زن به شدت وحشیانه است.تنبیه برای راهبگان معمولا طولانی تر و دردناک تر است.راهبگان برای توهین،قانون شکنی یا کوتاهی تنبیه میشوند،تنبیه راهبگان معمولا توسط راهبان مرد انجام میگرد.

از دیدگاه اجتماعی کاربرد تازیانه یا کاربرد بیش از حد آن بر روی حیوانات نوعی آزار و اذیت حیوانات دانسته می‌شود و ناپسند است.